# Теорія Мі
Теорія М́і — є аналітичним методом оцінювання розповсюдження світла (лазерного випромінювання) в біологічних середовищах.
У більшості робіт еритроцит розглядається як однорідна сфера з об'ємом, рівним середньому об'єму еритроцита, існує декілька аргументів на: користь припущення про те, що теорія Ми може бути застосована до завдання одноразового розсіяння світла еритроцитами. По-перше, еритроцит не містить клітинних органел, а його клітинна мембрана дуже тонка і не робить значного впливу на процес розсіяння світла. Це означає, що еритроцит можна розглядати як однорідний розсіювач. По-друге еритроцити легко деформуються і не зберігають свою форму двоввігнутого диска.
Отже, якщо еритроцити орієнтовані випадковим чином, їх можна вважати сферами еквівалентного об'єму.
Згідно з теорією Мі поперечний переріз розсіяння поперечний переріз екстинкції фазова функція розсіяння еритроцитів визначаються таким чином:
{\displaystyle \sigma _{s}^{Mie}={\frac {2\pi }{k^{2}}}\sum _{n=1}^{\infty }(2n+1)(|a_{n}|^{2}+|b_{n}|^{2})}(1)

{\displaystyle \sigma _{t}^{Mie}={\frac {2\pi }{k^{2}}}\sum _{n=1}^{\infty }(2n+1)Re(a_{n}+b_{n})}(2)

{\displaystyle p^{Mie}(\theta )={\frac {1}{k^{2}r^{2}}}(|S_{1}|^{2}+|S_{2}|^{2})}(3)

де

{\displaystyle S_{1}(\theta )=\sum _{m=1}^{\infty }{\frac {2m+1}{m(m+1)}}\langle a_{n}{\frac {P_{n}^{1}(\cos \theta )}{\sin \theta }}+b_{n}{\frac {d}{d\theta }}P_{n}^{1}(\cos \theta )\rangle }(4)

{\displaystyle S_{2}(\theta )=\sum _{m=1}^{\infty }{\frac {2m+1}{m(m+1)}}\langle b_{n}{\frac {P_{n}^{1}(\cos \theta )}{\sin \theta }}+a_{n}{\frac {d}{d\theta }}P_{n}^{1}(\cos \theta )\rangle }(5)
{\displaystyle P_{n}^{1}(\cos \theta )} — присвоєні функції Лежандра, an та bn коефіцієнт ряду Мі (який залежить від довжини хвилі λ, розміру і відносного показника заломлення світла n=√ε розсіювачів світла)
Поперечний переріз поглинання можна отримати з вище вказаних рівнянь, беручи до уваги що ϭа= ϭs- ϭt.
Було доведено, що представлення еритроцита у вигляді однорідного розсіювача Мі є адекватним і плідним підходом в рішенні багатьох завдань біомедичної оптики. Було показано що в припущенні сферичної форми клітин можна вірно передбачити значення поперечного перерізу розсіяння еритроцитів., що фазова функція розсіяння еритроцитів може бути успішно апроксимована у рамках теорії Мі. Макроскопічні поглинаючі і розсіювальні властивості, визначені при застосуванні фазової функції розсіянні, розрахованій за теорією Мі для цілісної крові були використані для інтерпретації перенесення випромінювання і крові із застосуванням дифузійного наближення і методу Монте-Карло. Теорія Мі може успішно застосовуватися для опису одноразового розсіяння при дослідженні випадково орієнтованих еритроцитів або цілісної крові.